# Pseudocalamobius tsushimae
Pseudocalamobius tsushimae är en skalbaggsart som beskrevs av Stefan von Breuning 1961. Pseudocalamobius tsushimae ingår i släktet Pseudocalamobius och familjen långhorningar. Inga underarter finns listade i Catalogue of Life.